# Судоплатов, Павел Анатольевич

Павел Анатольевич Судоплатов (укр. Павло Анатолійович Судоплатов)

Па́вел Анато́льевич Судопла́тов (укр. Павло́ Анато́лійович Судопла́тов; 29 июня [12 июля] 1907, Мелитополь, Таврическая губерния — 24 сентября 1996, Москва) — сотрудник советских спецслужб, разведчик, диверсант, сотрудник ОГПУ, а позже НКВД — НКГБ; перед арестом в 1953 году — генерал-лейтенант МВД СССР, этнический украинец.
Организовал убийство руководителей ОУН Евгения Коновальца, Романа Шухевича и убийство Льва Троцкого.
Во время Великой Отечественной войны возглавляя 4-е управление НКВД, участвовал в организации минирования стратегических объектов в период обороны Москвы, диверсионной деятельности против немецких войск на Кавказе, стратегических радиоигр с немецкой разведкой. Судоплатов непосредственно руководил деятельностью находившегося на оккупированной немецкими войсками Западной Украине партизанского отряда специального назначения Дмитрия Медведева, являвшегося базой для легендарного разведчика Николая Кузнецова, а также возглавлял отдел, обрабатывавший информацию о разработке атомной бомбы в США. Также принимал участие в убийствах ряда гражданских лиц на территории СССР по приказам руководителей СССР.
В 1953 году был арестован, осуждён на 15 лет лишения свободы (назван членом «банды Берии»), полностью отбыл наказание и был реабилитирован в 1992 году. Стал широко известен благодаря своим мемуарам «Разведка и Кремль», «Спецоперации. Лубянка и Кремль. 1930—1950 годы».

## Детство и начало работы в ЧК — ГПУ
Родился 29 июня (12 июля) 1907 года в семье мельника в Мелитополе (отец — украинец, мать — русская). По документам — украинец. В 1914—1919 годах учился в городской школе. В июне 1919 года ушёл из Мелитополя вместе с полком Красной Армии, был воспитанником полка, участвовал в боях. Позже попал в плен, бежал, оказался в занятой белыми Одессе, где беспризорничал, подрабатывал в порту. После занятия города красными вновь вступил в РККА. С 1921 года служил в Особом отделе стрелковой дивизии: телефонист, шифровальщик. Затем продолжил службу в губернском отделе ГПУ. С 1922 года служил в пограничных войсках. С 1923 года — на комсомольской работе; в феврале 1925 года направлен на работу в Мелитопольский окружной отдел ГПУ: сотрудник информационного отделения, помощник уполномоченного учётно-статистического отдела, младший оперативный работник. С августа 1928 года — уполномоченный секретно-политического отдела Харьковского окружного отдела ГПУ, уполномоченный Информационного отдела ГПУ Украинской ССР (Харьков). Член ВКП(б) с 1928 года.
В 1926 году женился на Эмме Карловне Кагановой (урождённой Суламифи Соломоновне Кримкер, 1905—1989), еврейской девушке из Гомеля, впоследствии ставшей лейтенантом НКВД.
В 1928—1930 годах заочно учился на рабфаке ГПУ. В феврале 1932 года переведён в Москву и зачислен в отдел кадров ОГПУ СССР: инспектор и старший инспектор 1-го отделения. С октября 1933 года работал в Иностранном отделе ОГПУ, оперуполномоченный 5-го отделения, оперуполномоченный 8-го отделения, с ноября 1934 — оперуполномоченный 7-го отделения. Так как, помимо русского, свободно владел только украинским языком, специализировался на украинских националистах. С октября 1933 года неоднократно выезжал в специальные командировки в европейские страны. В 1935 году Судоплатову удалось внедриться в ближайшее окружение руководителей ОУН в Берлине. 23 мая 1938 года по личному приказу И. В. Сталина ликвидировал лидера украинских националистов Коновальца, передав тому в ресторане роттердамской гостиницы «Атланта» замаскированную под коробку конфет бомбу.

## Служба в НКВД в предвоенные годы
После возвращения в СССР в 1938 году работал помощником начальника отделения 7-го отдела Главного управления государственной безопасности (ГУГБ) НКВД СССР, исполняющим обязанности помощника начальника 4-го (испанского) отделения 5-го отдела ГУГБ. После ареста прежних руководителей разведки, смещения Николая Ежова и его замены Лаврентием Берией, с 6 ноября по 2 декабря 1938 года исполнял обязанности руководителя Иностранного отдела НКВД СССР. После Судоплатова понижают в должности до начальника испанского отделения. В конце декабря 1938 года отстранён от работы и исключён первичной парторганизацией отдела из ВКП(б) за «связь с врагами народа» (имелись в виду З. Пассов и С. Шпигельглас). Только вмешательство руководства НКВД помогло в январе 1939 года отменить это решение. С января 1939 года — заместитель начальника 4-го отделения, с мая 1939 года — заместитель начальника 5-го отдела (иностранная разведка) ГУГБ НКВД СССР. С февраля 1941 года — заместитель начальника 1-го (Разведывательного) управления НКГБ СССР. Преподавал в Школе особого назначения НКВД.
Самой известной операцией этого периода была операция «Утка» — убийство Льва Троцкого в августе 1940 года (руководили операцией Судоплатов и Наум Эйтингон).

## В годы Великой Отечественной войны
В самом начале Великой Отечественной войны, 25-27 июня 1941 года Берия поручил Судоплатову прозондировать через посла Болгарии в СССР И. Стаменова, на каких условиях Германия согласится прекратить войну против СССР, по словам Судоплатова — «с целью дезинформации противника и выигрыша времени для мобилизации ресурсов». В частности, Судоплатов уточнял, что посол Болгарии был завербован НКВД ещё в 1934 году, а дезинформация должна была подстегнуть британцев и американцев активнее помогать СССР. Однако во время судебного преследования Судоплатова после смерти Сталина и в первые годы после распада СССР заинтересованные силы трактовали этот факт как попытку Сталина заключить мир с Гитлером.
5 июля 1941 года при наркоме внутренних дел СССР была создана Особая группа для организации разведывательно-диверсионной работы на территории, временно оккупированной немецко-фашистскими войсками. Главой особой группы был назначен Павел Судоплатов. Для этого ей были приданы Войска Особой группы, входившие в структуру войск НКВД. Особая группа при Наркоме внутренних дел была сформирована на базе 1-го (разведывательного) управления Наркомата госбезопасности.
Испытывая острую потребность в квалифицированных кадрах, Судоплатов и Эйтингон обратились к Берии с предложением освободить из тюрем и вернуть в разведку бывших её сотрудников, которые были уволены. «Берию совершенно не интересовало, виновны или невиновны те, кого мы рекомендовали для работы, — вспоминал Павел Анатольевич. — Он задал один-единственный вопрос: „Вы уверены, что они нам нужны?“— „Совершенно уверен“, — ответил я. — "Тогда свяжитесь с Богданом Кобуловым, пусть освободит их. И немедленно их используйте». В соответствии с распоряжением Берии из-под следствия и из лагерей были освобождены более 20 человек из числа сотрудников советской разведки, вошедших в состав Особой группы. Многие бывшие разведчики писали Судоплатову с просьбой вернуть их в строй (как, например, Леонид Линицкий) и Судоплатов оперативно откликался на их просьбы.
3 октября 1941 года группа Судоплатова была преобразована во 2-й отдел НКВД, а 18 января 1942 года на его основе было образовано 4-е управление НКВД СССР, которое координировало работу агентурной сети на территории Германии и её союзников (образовано приказом Наркома внутренних дел № 00145 от 18 января 1942 года). 2-й отдел занимался зафронтовой работой — разведывательно-диверсионными операциями разного характера, проводимыми в тылу противника. Начальниками ведущих направлений и групп были назначены  такие разведчики, как Я. И. Серебрянский, М. Б. Маклярский, В. А. Дроздов, А. Э. Тимашков и Г. И. Мордвинов. Параллельно с ноября 1941 по июнь 1942 года Судоплатов занимал должность заместителя начальника 1-го управления НКВД (освобождался от этой должности в октябре 1941 года). Во главе 4-го управления Судоплатов находился до апреля 1946 года.
Во время войны Судоплатов отвечал за руководство партизанскими и разведывательно-диверсионными операциями в ближнем и дальнем тылу противника, координировал работу агентурной сети на территории Германии и стран её союзников, работал со знаменитым советским разведчиком Николаем Кузнецовым, руководил диверсионной деятельностью против оккупантов на Кавказе. Руководил основанными на радиоигре блестящими операциями «Монастырь» и «Березино». Во время наступления немцев на Москву отвечал за минирование наиболее важных объектов. Совместно с другим высокопоставленным сотрудником НКВД В. Н. Ильиным разработал план покушения на Гитлера группой И. Л. Миклашевского. С февраля 1944 года (одновременно с своими прочими обязанностями) — начальник группы (позже — отдел) «С», которая занималась агентурным добыванием и обобщением материалов по атомной проблематике.
Для боевых операций в ближнем и дальнем тылу противника была сформирована Отдельная мотострелковая бригада особого назначения (ОМСБОН).

## Работа после войны и заключение
После войны с мая по август 1945 года являлся начальником отдела «Ф» НКВД СССР (работа на территории стран Восточной Европы и сбор информации от граждан СССР, побывавших в плену или интернированных; проверка и фильтрация репатриируемых советских граждан и граждан союзных и нейтральных государств).
С февраля 1947 по сентябрь 1950 года — начальник отдела «ДР» (диверсионная работа против военных баз США, а затем и иных стран НАТО, в Европе). С сентября 1950 года — начальник Бюро № 1 МГБ СССР по диверсионной работе за границей. В 1953 году заочно окончил Военно-юридическую академию Советской армии.
Заместитель председателя КГБ Пирожков в справке от 16 января 1976 года писал: 

Созданная по указанию Берии и возглавлявшаяся Судоплатовым и Эйтингоном «особая группа» совершала расправу над гражданами без суда и следствия. В 1946—1947 гг. под их руководством были проведены четыре операции, в результате которых умерщвлены: в Саратове — Шумский, являвшийся в прошлом ответственным партийным и советским работником; в Ульяновске — инженер Самет; в Закарпатье — епископ униатской церкви Ромжа; и в Москве — Оггинс, являвшийся в прошлом негласным сотрудником НКВД. Судоплатов и Эйтингон признали, что операции по ликвидации названных лиц проведены под их руководством.

Были опубликованы признания Судоплатова, где говорится о тех же убийствах.
После смерти Сталина начались реорганизации в разведывательных органах, в ходе которых Судоплатов в апреле 1953 года был назначен заместителем начальника Первого Главного управления (контрразведка) МВД СССР, с мая 1953 года — начальником 9-го (разведывательно-диверсионного) отдела МВД СССР. После ареста Лаврентия Берии и расформирования 9-го отдела 31 июля 1953 года переведён во Второе главное управление (разведка) МВД СССР на должность начальника отдела. 21 августа 1953 года генерал-лейтенант Судоплатов был арестован в собственном кабинете на Лубянке как «пособник Берии» по обвинению в заговоре. Зоя Воскресенская, вступившись за него, вопреки распространённому мнению, не была арестована, но была «сослана» в Воркуту в качестве начальника спецчасти лагеря.
Вместе с Судоплатовым в июне-декабре 1953 года из органов госбезопасности были уволены, а некоторые из них подвергнуты затем арестам - генерал-лейтенант Б. П. Обручников, генерал-майоры Н. И. Эйтингон, С. Ф. Емельянов, А. Ф. Ручкин. Опасаясь ареста, 16 апреля 1954 года застрелился заместитель министра внутренних дел по войскам, генерал армии И. И. Масленников.
Судоплатов во время следствия симулировал помешательство и до 1958 года находился в Ленинградской специальной психиатрической больнице.
12 сентября 1958 года он был приговорён Военной коллегией Верховного суда СССР по «контрреволюционной» статье 58-1 пункт «б» к 15 годам заключения за активное пособничество изменнику Родины Берии в подготовке государственного переворота, производство опытов над людьми, похищения и многочисленные убийства. Виновным себя не признал. Отбывал наказание во Владимирской тюрьме, где перенёс три инфаркта, ослеп на один глаз, получил инвалидность 2-й группы.

## После освобождения
Освобождён по отбытии срока наказания 21 августа 1968 года. Вернувшись в Москву, занялся литературной деятельностью. Под псевдонимом Анатолий Андреев опубликовал три книги: «Горизонты: Повесть о Станиславе Косиоре» (1977); «На жестоком берегу: Повесть о Марцелии Новотко» (1983); «Конь мой бежит…» (1987); активно участвовал в ветеранском движении. Более 20 лет боролся за свою реабилитацию. Полностью реабилитирован постановлением Главной военной прокуратуры Российской Федерации от 10 января 1992 года.
Отдельными членами Центра «Мемориал» высказывались сомнения в правомерности его реабилитации: так, заместитель председателя совета научно-информационного центра Никита Петров заявил, что Судоплатов был участником доказанных судом уголовных преступлений и не мог не знать о деятельности токсикологической лаборатории НКВД, поэтому его реабилитация была недопустима.
Незадолго до смерти в соавторстве с сыном — историком спецслужб, заслуженным профессором МГУ Анатолием Судоплатовым (1943—2005) опубликовал книгу воспоминаний о своей жизни и работе — «Разведка и Кремль: Записки нежелательного свидетеля» (1994 — на англ. и нем. яз.; 1996 — на рус.). Через полгода после его смерти вышла в свет книга «Спецоперации. Лубянка и Кремль. 1930—1950 годы». По мнению бывшего начальника внешней разведки СССР Леонида Шебаршина, «книжка Судоплатова — хорошая, но она содержит много того, что может нанести ущерб нашей безопасности, — её писали американские журналисты».
Перед войной жил в Москве на ул. Горького в доме 41; в 1950-е — на ул. Мархлевского дом 9; в последние годы жизни — на ул. Академика Королёва в доме 9.

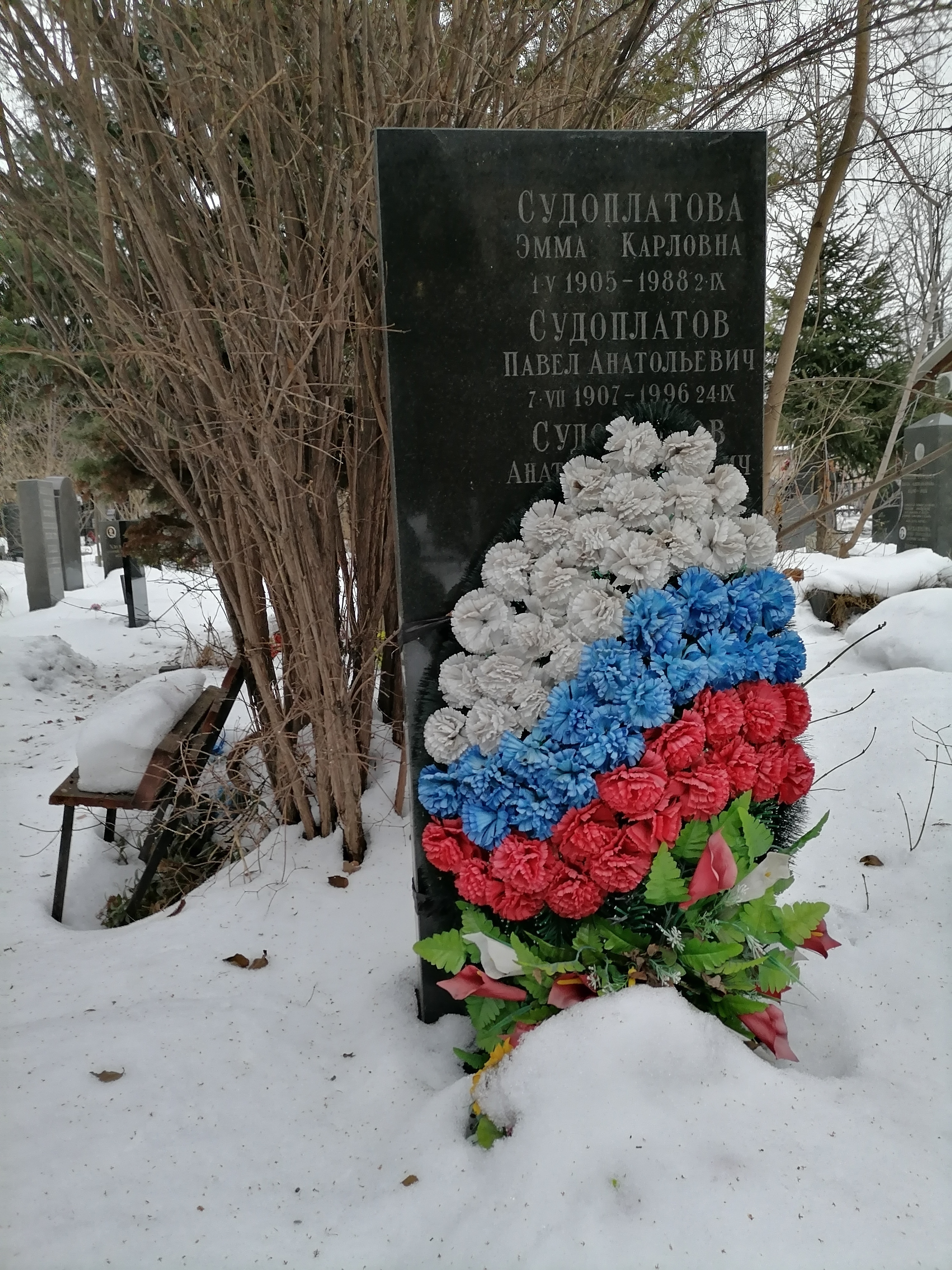
Могила на Донском кладбище

Скончался 24 сентября 1996 года. Похоронен на новом Донском кладбище (4 уч.) в Москве.

## Семья
- Жена — Эмма Карловна Каганова (1905—1988), она же Суламифь Соломоновна Кримкер, она же Гранская, с 1951 фамилия по мужу Судоплатова[23].
  - Сын — Андрей Павлович Каганов (род. 1940)[24], писатель; использует фамилию Судоплатов как литературный псевдоним.
  - Сын — Анатолий Павлович Судоплатов (1943—2005), советский и российский учёный-демограф, преподаватель экономического факультета МГУ. Вместе со своим отцом написал книгу «Специальные задания. Воспоминания нежелательного свидетеля — магистра советского шпионажа» (выпущена в США в 1994 году издательством Little, Brown and Co.). Через год после выхода книги на Судоплатовых подал в суд Николай Месяцев, обвинив их в публикации клеветнических сведений в книге[25].
    - Внук — Пётр (род. 1984), окончил экономический факультет МГУ, кандидат экономических наук, страховой брокер компании «Виллис СНГ»[26]. Согласно интервью 2008 года, отец Петра, Анатолий Судоплатов, посвятил всю свою жизнь реабилитации отца; сам дед никогда не рассказывал Петру об обстоятельствах своего ареста[27].

## Награды
В соответствии с приговором Военной коллегии Верховного суда СССР от 12 сентября 1958 года Судоплатов лишился всех наград, а 17 октября 1958 года был лишён воинского звания.
Только в октябре 1998 года президент России Борис Ельцин подписал закрытый указ о восстановлении генерал-лейтенанта П. А. Судоплатова посмертно в правах на все государственные награды в связи с его реабилитацией.

### Ордена и медали
- орден Ленина (30.04.1946);
- три ордена Красного Знамени (13.11.1937, 16.06.1941, 03.11.1944);
- орден Суворова 2-й степени (05.11.1944);
- орден Отечественной войны 1-й степени (24.02.1945);
- два ордена Красной Звезды (26.04.1940, 20.09.1943);
- медаль «За оборону Москвы»;
- медаль «За оборону Кавказа»;
- Медаль «За победу над Германией в Великой Отечественной войне 1941—1945 гг.»;
- медаль «За победу над Японией»;
- другие медали;
- знак «Заслуженный работник НКВД» (04.02.1942);
- Почётный сотрудник госбезопасности.

### Специальные и воинские звания
- Старший лейтенант государственной безопасности (30 декабря 1936)
- Капитан государственной безопасности (25 сентября 1938)
- Майор государственной безопасности (14 марта 1940)
- Старший майор государственной безопасности (8 августа 1941)
- Комиссар государственной безопасности 3-го ранга (14 февраля 1943)
- Генерал-лейтенант (9 июля 1945)

## Память
- Именем Судоплатова названы улицы в городах Смоленск и Гагарин[30]. В 2015 году на въезде в первый из них установлен гранитный валун с табличкой в память о Судоплатове[31].
- В 2022 году, после оккупации Мелитополя российскими войсками, по инициативе Российского военно-исторического общества, в этом городе поставили памятник Судоплатову и мемориальную доску. Тогда же оккупационные власти переименовали улицу Дмитрия Донцова в Мелитополе в улицу Судоплатова[32] и создали «Добровольческий батальон имени П. А. Судоплатова», в 2023 году внесённый налоговой службой России в реестр юридических лиц как государственное унитарное предприятие (ГУП)[33].

## Киновоплощения
- Вячеслав Жолобов («Дети Арбата», 2004);
- Алексей Лонгин и Алексей Потапкин («Поединки», 2011);
- Алексей Потапкин («По лезвию бритвы», 2013);
- Олег Радкевич («Вангелия», 2013);
- Дмитрий Сутырин («Апперкот для Гитлера», 2015);
- Николай Иванов («Начальник разведки», телесериал, 2022).

## Мемуары
- Судоплатов П. А. Разведка и Кремль: Записки нежелательного свидетеля. — М.: Гея, 1996. — 510 с. — (Рассекреченные жизни). — ISBN 5-85589-024-4.
- Судоплатов П. А. Спецоперации. Лубянка и Кремль. 1930—1950 годы. — М.: Олма-Пресс, 1997. — 688 с. — (Досье). — ISBN 5-87322-726-8.
- Судоплатов П. А. Спецоперации. Лубянка и Кремль 1930 — 1950 годы. — М.: Олма-Пресс, 1998. — 688 с. — (Досье). — ISBN 5873227268.
- Судоплатов П. А. Разные дни тайной войны и дипломатии. 1941 год. — М.: Олма-Пресс, 2001. — 382 с. — (Досье). — ISBN 5-224-02629-6.
- Судоплатов П. А. Спецоперации. Лубянка и Кремль. 1930—1950 годы. — М.: Олма-Пресс, 2005. — 700 с. — (Спецслужбы). — ISBN 5-224-05022-7.
- Разные дни тайной войны и дипломатии. 1941 год. — М.: Олма-Пресс, 2005. — 382 с. — ISBN 5-224-04960-1. — (Спецслужбы).
- Победа в тайной войне. 1941—1945 годы. — М.: Олма-Пресс, 2005. — 544 с. портр. (в пер.) ISBN 5-224-05345-5. — (Спецслужбы).
- Разведка и Кремль: Воспоминания опасного свидетеля. М.: Алгоритм, 2016. — 480 с. — 1500 экз. — ISBN 978-5-906880-16-1. — (Мемуары под грифом «Секретно»).
- Лубянка и Кремль, 1930—1950 годы. — М.: Алгоритм, 2017. — 480 с.: ил. — Тираж 600 экз. — ISBN 978-5-906979-33-9.
- Разведка и Кремль: Воспоминания опасного свидетеля. — М.: Алгоритм, 2017. — 480 с. — Тираж 1500 экз. — ISBN 978-5-906947-20-8. — (Разведка и контрразведка).
- Хроника тайной войны и дипломатии, 1938—1941 годы. — М.: Алгоритм, 2017. — 352 с. — Тираж 1500 экз. — ISBN 978-5-906979-69-8. — (Мемуары под грифом «Секретно»).
- Победа в тайной войне. 1941—1945 годы. — М.: Алгоритм, 2018. — 496 с. — Тираж 1500 экз. — ISBN 978-5-906995-98-8. — (Мемуары под грифом «Секретно»).
- Судоплатов П. А. Разведка и Кремль: записки нежелательного свидетеля. — М.: Родина, 2025. — 432 с. — (Книга-эпоха). — 3000 экз. — ISBN 978-5-00180-227-3.

## Комментарии
1. ↑  Судоплатов
2. ↑  Сам П. А. Судоплатов указывает следующие профессии своего отца — разнорабочий, пекарь, булочник, повар, официант[a].
3. ↑  Судоплатов
4. ↑  В списке опубликованных указов Президента РФ подобный документ не значится, хотя существуют многие упоминания о нём в прессе[28][29]